# Liste de jeux vidéo Uno
Pour les articles homonymes, voir Uno (homonymie).
La liste de jeux vidéo Uno répertorie les jeux vidéo basés sur le jeu de cartes du même nom.

## Jeux
- Sur Game Boy, édité par Tomy Corporation (1993), sous le nom Uno: Small World
- Sur Super Nintendo, édité par Tomy Corporation (1993), sous le nom Super Uno
- Sur Game Boy, édité par Tomy Corporation (1995), sous le nom Uno: Small World 2
- Sur PlayStation, développé par TOSE et édité par MediaQuest (1998).
- Sur Sega Saturn, édité par MediaQuest (1998), sous le nom Uno DX
- Sur Game Boy Color, développé par HotGen et édité par Mattel (1999).
- Sur Windows, édité par Mattel (2000).
- Sur téléphones portables, développé et édité par NuvoStudios (2003).
- Sur PlayStation 2, développé et édité par Success (2004).
- Sur Xbox 360 (Xbox Live Arcade), développé par Carbonated Games et édité par Microsoft Game Studios (2006).
- Sur Game Boy Advance et Nintendo DS, développé par Black Lantern Studios et édité par DSI Games (2006), sous le nom Uno 52.
- Sur Game Boy Advance, développé par Black Lantern Studios et édité par DSI Games (2007), sous le nom Uno: Free Fall.
- Sur Windows, développé par Carbonated Games et édité par Microsoft Game Studios (2007).
- Sur iOS, développé et édité par Gameloft (2008).
- Sur Windows, édité par Topics Entertainment (2008), sous le nom Uno Undercover.
- Sur BlackBerry, développé et édité par Gameloft (2009).
- Sur PlayStation 3 (PlayStation Network), développé et édité par Gameloft (2009).
- Sur Nintendo DS (DSiWare), développé et édité par Gameloft (2009)[1].
- Sur Xbox 360 (Xbox Live Arcade), développé par Carbonated Games et édité par Microsoft Game Studios (2009), sous le nom Uno Rush.
- Sur Wii (WiiWare), développé et édité par Gameloft (2010).
- Sur PlayStation Portable, développé et édité par Gameloft (2010).
- Sur iOS et Windows Phone, développé et édité par Gameloft (2010), sous le nom Uno HD.
- Sur Android, développé et édité par Gameloft (2010).
- Sur iOS, développé et édité par Gameloft (2013), sous le nom Uno & Friends.
- Sur Nintendo Switch puis sur Google Stadia, développé et édité par Ubisoft (2017).
- Sur Android et iOS, développé et édité par Mattel163 Limited (2018), sous le nom UNO![2].